# Gottfrid Carlsson (fotbollsspelare)
Karl Axel Gottfrid Carlsson, född 10 september 1909 i Göteborg, död 1 juli 1994 i Göteborg, var en svensk fotbollsmålvakt.
Carlsson representerade Örgryte IS i Allsvenskan 1928/1929–1937/1938, och spelade sammanlagt 152 allsvenska matcher för klubben.
År 1933 spelade Carlsson två A-landskamper för Sverige.